# Дедиков, Николай Ильич
Никола́й Ильи́ч Де́диков (1901, Русские Полянки, Пензенская губерния — 25 февраля 1939, Москва) — советский партийный деятель.

## Биография
Родился в 1901 году в селе Русские Полянки Краснослободского уезда. Член ВКП(б) с 1920 года.
В 1918—1921 годы служил в РККА. В 1923—1928 годы, по окончании Московской высшей военно-педагогической школы, — на политической работе на Высших командных курсах «Выстрел». В 1933 году окончил экономический факультет Института Красной профессуры.
С 1933 года заведовал культурно-пропагандистским отделом Сталинского райкома ВКП(б) (Москва), затем — отделом партийной пропаганды и агитации Московского обкома ВКП(б). С октября 1937 по 2 ноября 1938 года — 2-й секретарь Московского обкома ВКП(б).
12 декабря 1937 года был избран депутатом (от Московской области) Совета Союза Верховного Совета СССР 1-го созыва.
Был арестован 16 ноября 1938 года. 25 февраля 1939 года Военной коллегией Верховного суда СССР по обвинению в участии в контрреволюционной террористической организации приговорён к высшей мере наказания. В тот же день расстрелян на Донском кладбище, похоронен там же (могила № 1).
Реабилитирован 6 июня 1956 года определением Военной коллегии Верховного суда СССР.

## Адреса
Москва, ул. Земляной Вал, д.14/16, кв. 99.